# José María Tuero y Madrid
José María Tuero y Madrid (nascut a Múrcia, mort el 1882) fou un polític espanyol, diputat a les Corts Espanyoles durant la restauració borbònica.
Estava casat amb Maria Josefa O'Donnell i Alvarez de Abreu, filla del general Carlos Luis O'Donnell Jorris, mort en combat durant la primera guerra carlina, i de la marquesa d'Altamira. Fou elegit diputat pel districte de Llucena a les eleccions generals espanyoles de 1881. Tanmateix va morir al cap d'un any i fou substituït en el seu escó per Emilio Sánchez Pastor.

## Obres
- Tratado elemental aplicado a la náutica de los huracanes precedido de una estensa introducción sobre vientos en general, corrientes de los mares y otras partes interesantes de la meteorología .. (1860)